# Simona Staicu
Simona Staicu (Băilești, 5 mei 1971) is een Roemeens-Hongaars atlete, die is gespecialiseerd in de lange afstand. Sinds 2000 komt ze internationaal uit voor Hongarije en is meervoudig Hongaars kampioene.

## Biografie

### Jeugd
Haar eerste internationale succes behaalde Staicu in 1987 door op de 1500 m een zilveren medaille te winnen op de Europese kampioenschappen voor junioren in Birmingham. In 1988 behaalde zij op de 3000 m een vijfde plaats tijdens de wereldkampioenschappen voor junioren. Twee jaar later veroverde zij op ditzelfde toernooi en op hetzelfde onderdeel goud: in de Bulgaarse stad Plovdiv versloeg ze op de WK voor junioren de Chinese Liu Shixiang (zilver) en de Japanse Hatsumi Matsumoto (brons).

### Senioren
Bij de senioren specialiseerde Simona Staicu zich op de lange afstand. In 2002 liep ze een persoonlijk record van 2:29.59 op de marathon van Milaan en werd hiermee derde. Ze won meerdere marathons, zoals in Zuid-Afrika de Two Oceans Marathon van 56 km (2003), de marathon van Boedapest (2004) en de Jungfrau Marathon (2006). Ook won ze driemaal de Wolfgangseelauf (2001, 2004, 2006).
in 2004 nam Staicu ook deel aan de marathon op de Olympische Spelen van Athene en behaalde een 45e plaats.
In Nederland is ze geen onbekende. Zo won Staicu tweemaal de City-Pier-City Loop (1995, 2006), eveneens tweemaal de marathon van Eindhoven (1996, 1998) en op 7 maart 2004 de 20 van Alphen in 1.07,51.

### Privé
Simona Staicu is getrouwd met de Hongaar Andras, waar ze een dochter Janka mee heeft. Ze wonen nu met zijn drietjes in een nieuw huis in een dorpje vlak bij Boedapest.

## Titels
- Hongaars kampioene 5000 m - 2001, 2006
- Hongaars kampioene 10.000 m - 2001, 2003, 2007
- Hongaars indoorkampioene 1500 m - 2001
- Hongaars indoorkampioene 3000 m - 2001
- Hongaars kampioene halve marathon - 2001, 2006
- Hongaars kampioene marathon - 2004, 2010
- Hongaars kampioene veldlopen - 2000, 2002, 2003, 2007
- Wereldkampioene junioren 3000 m - 1990

## Persoonlijke records
Baan
| Onderdeel | Prestatie | Datum        | Plaats      |
| --------- | --------- | ------------ | ----------- |
| 1500 m    | 4.08,85   | 28 juni 1986 | Pitești     |
| 3000 m    | 8.55,67   | 16 juni 2001 | Lissabon    |
| 5000 m    | 15.36,69  | 23 juni 2001 | Boedapest   |
| 10.000 m  | 32.36,88  | 13 mei 2001  | Szombathely |

Weg
| Onderdeel      | Prestatie | Datum            | Plaats              |
| -------------- | --------- | ---------------- | ------------------- |
| 5 km           | 15.16     | 1 september 2002 | Londen              |
| 10 km          | 31.42     | 16 april 2001    | Pinkafeld           |
| 15 km          | 49.45     | 11 november 2001 | Nijmegen            |
| 10 Eng. mijl   | 54.28     | 19 juni 1999     | Lelystad            |
| 20 km          | 1:07.51   | 7 maart 2004     | Alphen aan den Rijn |
| halve marathon | 1:10.11   | 25 maart 2000    | Den Haag            |
| marathon       | 2:29.59   | 1 december 2002  | Milaan              |

## Palmares

### 1500 m
- 1987:  EK junioren - 4.16,69

### 3000 m
- 1988: 5e WJK - 9.17,96
- 1990:  WJK - 9.09,57

### 15 km
- 1994: 6e Zevenheuvelenloop - 51.34
- 1995:  Zevenheuvelenloop - 51.20
- 1996: 5e Zevenheuvelenloop - 51.16
- 1998:  Zevenheuvelenloop - 50.18
- 2000: 6e Zevenheuvelenloop - 50.15
- 2001: 6e Zevenheuvelenloop - 49.45

### 10 Eng. mijl
- 1995: 6e Dam tot Damloop - 55.04
- 1996: 9e Dam tot Damloop - 54.57
- 2000:  Zeebodemloop in Lelystad - 55.54
- 2001: 9e Dam tot Damloop - 55.34
- 2002: 10e Dam tot Damloop - 54.54

### 20 km
- 2004:  20 van Alphen - 1:07.51
- 2006: 22e WK in Debrecen - 1:08.17

### halve marathon
- 1994:  halve marathon van Merano - 1:13.03
- 1994:  Südtiroler Frühlings - 1:13.05
- 1994: 6e City-Pier-City Loop - 1:14.37
- 1995:  halve marathon van Egmond - 1:14.20
- 1995:  City-Pier-City Loop - 1:10.58
- 1995:  halve marathon van Merano - 1:15.59
- 1995:  Südtiroler Frühlings - 1:15.59
- 1996:  Halve marathon van Egmond - 1:16.18
- 1996:  City-Pier-City Loop - 1:12.42
- 1996:  Altöttinger Halbmarathon - 1:13.45
- 1997:  City-Pier-City Loop - 1:10.17
- 1997:  Altöttinger Halbmarathon - 1:14.43
- 1998:  halve marathon van Warschau - 1:12.59
- 1999: 7e Halve marathon van Egmond - 1:13.14
- 1999: 4e City-Pier-City Loop - 1:11.33
- 1999:  halve marathon van Warschau - 1:13.33
- 2000:  City-Pier-City Loop - 1:10.11
- 2000: 9e Dam tot Damloop - 1:16.20
- 2001: 4e City-Pier-City Loop - 1:12.50
- 2001:  halve marathon van Warschau - 1:14.22
- 2001: 27e WK - 1:12.11
- 2004:  City-Pier-City Loop - 1:13.58
- 2004:  halve marathon van Warschau - 1:14.30
- 2004:  halve marathon van Udine - 1:12.49
- 2006:  City-Pier-City Loop - 1:12.49

### marathon
- 1995:  Westland Marathon - 2:33.55
- 1995: 6e marathon van Reims - 2:34.33
- 1996:  Westland Marathon - 2:39.09
- 1996:  marathon van Eindhoven - 2:37.47
- 1997: 7e marathon van Berlijn - 2:31.12
- 1998:  marathon van Eindhoven - 2:36.05
- 1998: 4e marathon van Parijs - 2:30.52
- 1999: 12e marathon van Osaka - 2:33.10
- 1999: 6e marathon van Parijs - 2:31.45
- 2000: 9e marathon van Houston - 2:44.51,1
- 2002:  marathon van Milaan - 2:29.59
- 2003: 32e WK in Parijs - 2:34.51
- 2003:  marathon van Rome - 2:32.15
- 2004:  marathon van Boedapest - 2:38.17
- 2004: 14e marathon van Osaka - 2:36.46
- 2004: 45e OS in Athene - 2:48.57
- 2006:  Jungfrau Marathon - 3:26.26
- 2010:  Liechtenstein-marathon - 3:35.30,2

### overige afstanden
- 1997:  4 Mijl van Groningen - 21.50

### veldlopen
- 1989: 104e WK junioren - 18.15
- 1990: 32e WK junioren - 15.04
- 2001: 51e WK lange afstand - 16.4
- 2002: 8e EK - 20.28